# Северный ндебеле
Северный (зимбабвийский) ндебеле, также табеле, тебеле, исиндебеле или синдебеле, — язык Зимбабве, близкий к языку зулу (по некоторым воззрениям, представляет собой диалект зулу). Северный ндебеле, на котором говорят в Зимбабве, не является близко родственным языкам ндебеле ЮАР (хотя и имеет с северным (провинция Лимпопо) и южным ндебеле ряд общих черт). На данном языке говорят племена, населяющие Матабелеленд в Зимбабве (окрестности Булавайо), а также несколько деревень в Ботсване (самоназвание при этом amaNdebele).

## История изучения
Первое (весьма несовершенное) известное лексикографическое описание языка было дано в книге Matabele and Makalaka Vocabulary.

## Алфавит
a b bh c d dl e f g hh hl i j k kh l m n ng ny o p ph q s t th tlh tj tjh tsh ts u v w x y z
Щёлкающие согласные:
- c — [ ! ] альвеолярный
- q — [ ǂ ] нёбный
- x — [ ǁ ] латеральный

Приветствие:
- Ливуке нджани (livuke njani) — Доброе утро!